# Al-Seeb Club
L'Al-Seeb Club o As Sib Club (àrab: نادي السيب, Nādī as-Sīb, ‘Club d'as-Sib’) és un club de futbol omanita de la ciutat d'As Sib, Masqat, a 12 km de l'Aeroport Internacional de Masqat.

## Història
El club va ser fundat l'1 de març de 1972 per la fusió de diversos clubs petits (Watan, Butolah, Hilal, i Fida).

## Palmarès
- Lliga omanita de futbol: [2]
  - 2019-20, 2021-22, 2023-24, 2024-25
- Copa Sultan Qaboos: [3]
  - 1996, 1997, 1998
- Copa de la Federació d'Oman: [3]
  - 2007
- Supercopa
  - 2022[4][5]